# مارينا موروز
مارينا موروز (مواليد 8 سبتمبر 1991) هي لاعبة فنون قتال مختلطة أوكرانية، تشارك في وزن الذبابة في بطولة القتال النهائي.

## وصلات خارجية
- مارينا موروز على موقع يو إف سي (الإنجليزية)
- مارينا موروز على موقع شيردوغ (الإنجليزية)
- مارينا موروز على موقع Tapology.com (الإنجليزية)
- مارينا موروز على موقع إي إس بي إن (الإنجليزية)